# Macrocarpaea maguirei
Macrocarpaea maguirei är en gentianaväxtart som beskrevs av Richard E. Weaver och J.R.Grant. Macrocarpaea maguirei ingår i släktet Macrocarpaea och familjen gentianaväxter. Inga underarter finns listade i Catalogue of Life.